# Białoruskie Gimnazjum Państwowe w Dyneburgu
Białoruskie Gimnazjum Państwowe w Dyneburgu (biał. Беларуская дзяржаўная гімназія ў Дзьвінску) – białoruska szkoła średnia istniejąca w Dyneburgu w latach 1921–1938. 

## Historia
Gimnazjum zostało powołane do życia 3 grudnia 1922 staraniami Białoruskiego Towarzystwa Kulturalno-Oświatowego "Baćkauszczyna". Jego pierwszym dyrektorem mianowano J. Kraskouskiego (do 1925; później funkcję tę pełnił do 1932 S. Sacharau). W szkole wykładano język białoruski, łotewski, rosyjski, łacinę i niemiecki, a z tradycyjnych przedmiotów m.in. historię, matematykę i religię. 
Gimnazjaliści wydawali własne pismo w języku białoruskim "Szkolnaja praca" (1926–1930). W 1927 szkołę odwiedził z gościnnymi wykładami Wacłau Łastouski. 